# Léonce Pascal
Léonce Pascal est un homme politique français, né le 7 août 1835 à Uzès et décédé le 8 juin 1923 à Saint-Victor-des-Oules.

## Fonctions

### Mandats électifs
- Député du Gard (1898-1902)
- Maire de Saint-Victor-des-Oules (1892-1896)
- Maire d'Uzès (1896-1908)
- Conseiller général du Canton d'Uzès  (1895-1907)

## Distinctions
- Officier de l'Ordre des Palmes académiques

## Sources
- « Léonce Pascal », dans le Dictionnaire des parlementaires français (1889-1940), sous la direction de Jean Jolly, PUF, 1960 [détail de l’édition]
- « Pascal (Léonce) », dans Dictionnaire biographique du Gard, Paris, Flammarion, coll. « Dictionnaires biographiques départementaux » (no 45), 1904 (BNF 35031733), p. 479-480.